# Grande Rota do Alva

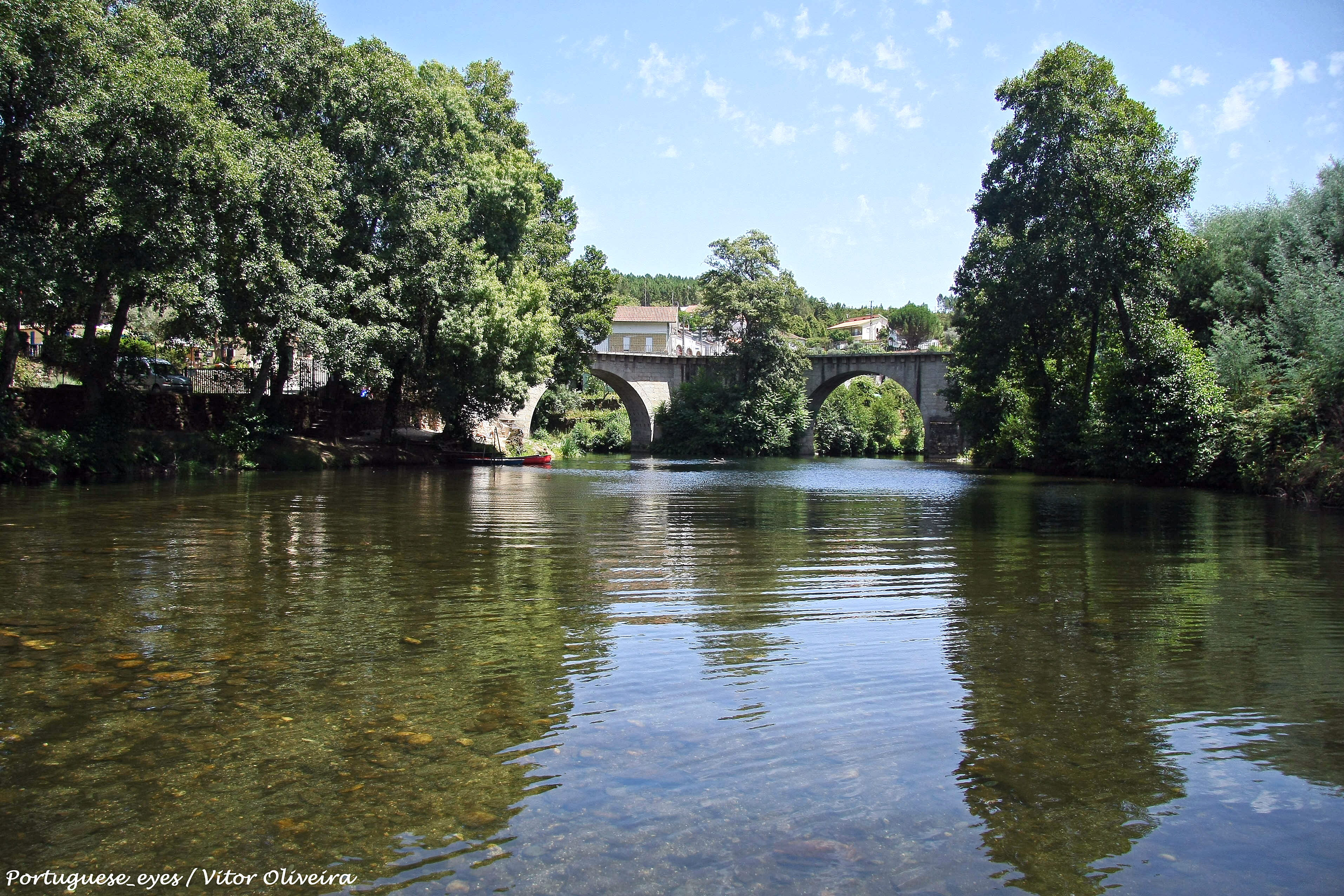
Praia Fluvial da Ponte das Três Entradas

A Grande Rota do Alva (GR 51) é um percurso pedestre de longa distância no Centro de Portugal. Possui 76,8 km desde a freguesia de São Gião (Oliveira do Hospital) (a 323 metros de altitude) até à foz do Rio Alva, em Penacova (44 metros de altitude). 
A Grande Rota do Alva é um dos percursos de grande rota homologada pela FCMP - Federação de Campismo e Montanhismo de Portugal, sendo uma rota muito popular na região Centro. Está em estudo a marcação do restante percurso desde a nascente do Rio Alva, incluindo os concelhos de Seia e Gouveia.
Este percurso é linear e pode ser realizado durante todo o ano. Está bem sinalizado e bem servido de transportes públicos e alojamentos ao longo do percurso.

## Etapas
A Grande Rota do Alva integra as seguintes etapas:
| 1 | São Gião                | Ponte das Três Entradas | 10,6 km |
| 2 | Ponte das Três Entradas | Coja                    | 15,4 km |
| 3 | Coja                    | Arganil                 | 12,8 km |
| 4 | Arganil                 | Moura Morta             | 22 km   |
| 5 | Moura Morta             | Foz do rio Alva         | 16 km   |

## Pontos de interesse
- Aldeia de montanha de São Gião e praia fluvial[2]
- Coja
- Vila Cova de Alva
- Avô
- Praias fluviais (a maioria com bandeira azul):
  - São Gião;
  - Avô;
  - Caldas de São Paulo (Penalva de Alva);
  - Coja;
  - Vimieiro (São Pedro de Alva);
  - Ponte das Três Entradas (São Sebastião da Feira);
  - São Sebastião da Feira;
  - Fronhas (São Martinho da Cortiça).
- Outras atrações:
  - Barragem de Fronhas (São Martinho da Cortiça);

## Flora
- Salgueiros (Salix spp.);
- Amieiros (Alnus glutinosa);
- Freixos (Fraxinus angustifolia);
- Choupos (Populus nigra);
- Sanguinho-de-água (Frangula alnus);
- Fetos-reais (Osmunda regalis);
- Largas encostas com medronheiros (Arbutus unedo).

## Fauna
- Barbos (Luciobarbus bocagei);
- Bogas-comuns (Pseudochondrostoma polylepis);
- Enguias--europeias (Anguilla anguilla);
- Lampreias-de-rio (Lampetra fluviatilis)